# Die Lebenszeit
Die Lebenszeit ist ein Schwank (ATU 173). Er steht in den Kinder- und Hausmärchen der Brüder Grimm ab der 4. Auflage von 1840 an Stelle 176 (KHM 176).

## Inhalt

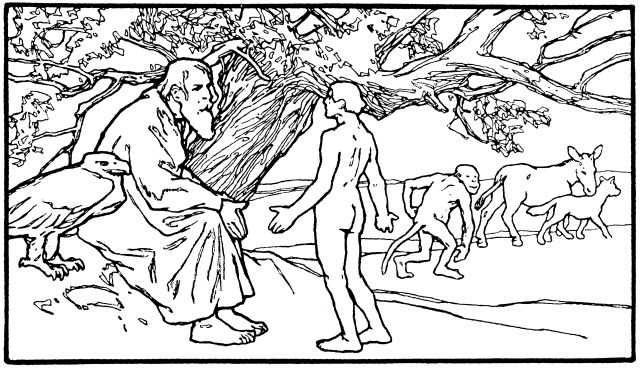
Illustration von Otto Ubbelohde, 1909

Gott gibt Esel, Hund, Affe und Mensch je dreißig Jahre Lebenszeit. Doch der Esel muss schwer tragen, dem Hund fallen die Zähne aus und der Zirkusaffe muss immer lustig tun. Sie erbitten achtzehn, zwölf und zehn Jahre Nachlass. Die bekommt der Mensch, der mehr will. Deshalb muss er nun nach seinen menschlichen Jahren anderer Lasten tragen, dann wird er zahnlos, zuletzt der Kinder Spott.

## Herkunft

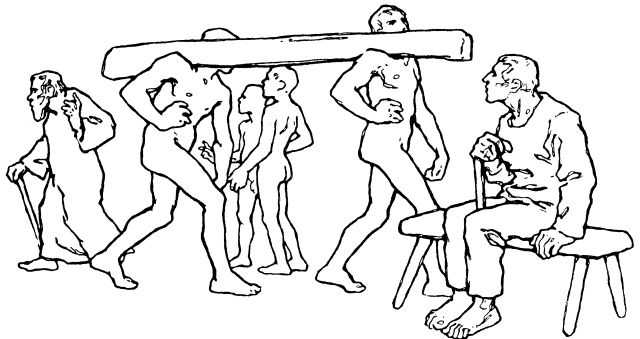
Illustration von Otto Ubbelohde, 1909

Die Parabel erzählte laut Grimms Anmerkung „ein Bauer aus Zwehrn bei Kassel auf dem Feld im Jahr 1838“ (Einsender war Carl Friedrich Münscher; Dr. Wilhelm Müller 1841 vielleicht aus gleicher Quelle). Eine Version bei Babrios, Nr. 74 (wohl 2. Jahrhundert) sei unlogischer: Pferd, Stier und Hund dürfen sich beim Menschen im Haus wärmen und bekommen Gerste, Hülsenfrüchte und Essensreste. Dafür schenken sie ihm Lebensjahre. Darum ist Mensch erst übermütig wie das Pferd, dann arbeitsam wie der Stier, dann im Alter mürrisch. Weiterhin vergleichbar Jehuda Levy Krakau Ben Sefs hebräisches Gedicht in der Königsberger Zeitschrift Hamaßef 1788. 2, 388.
Posthum 1865 erschien eine Studie Wilhelm Grimms zur griechischen und jüdischen Überlieferung des Stoffs. Frühester deutschsprachiger Beleg ist Klara Hätzlerins Liederbuch von 1471 (Nr. 100). Allegorische Gleichsetzung menschlicher Lebensabschnitte mit Tieren ist verbreitet. Ikonografisch tritt sie als Lebenstreppe auf, unter deren Stufen Tiere stehen. Sie weichen im 19. Jahrhundert der Idee vom Auf und Ab des Lebens.